# 聯合指形軟珊瑚
聯合指形軟珊瑚（学名：Sinularia compacta）为軟珊瑚科指形軟珊瑚屬下的一个种。